# 朗州
朗州（ろうしゅう）は、中国にかつて存在した州。隋代から北宋にかけて、現在の湖南省常徳市一帯に設置された。

## 魏晋南北朝時代
560年（天嘉元年）、南朝陳により荊州の天門郡・義陽郡・南平郡と郢州の武陵郡を分割して設置された武州を前身とする。575年（太建7年）、武州は沅州と改称された。

## 隋代
589年（開皇9年）、隋が南朝陳を滅ぼすと、沅州は嵩州と改称された。596年（開皇16年）、嵩州は朗州と改称された。607年（大業3年）に州が廃止されて郡が置かれると、朗州は武陵郡と改称され、下部に2県を管轄した。隋代の行政区分に関しては下表を参照。
| 隋代の行政区画変遷 | 隋代の行政区画変遷                 | 隋代の行政区画変遷 | 隋代の行政区画変遷 |
| 区分               | 開皇元年                           | 区分               | 大業3年            |
| ------------------ | ---------------------------------- | ------------------ | ------------------ |
| 州                 | 沅州                               | 郡                 | 武陵郡             |
| 郡                 | 武陵郡                             | 県                 | 武陵県 竜陽県      |
| 県                 | 臨沅県 沅南県 漢寿県 竜陽県 酉陽県 | 県                 | 武陵県 竜陽県      |

## 唐代
621年（武徳4年）、唐が蕭銑を平定すると、武陵郡は朗州と改められた。742年（天宝元年）、朗州は武陵郡と改称された。758年（乾元元年）、武陵郡は朗州の称にもどされた。朗州は江南西道に属し、武陵・竜陽の2県を管轄した。

## 宋代
1012年（大中祥符5年）、北宋により朗州は鼎州と改称された。1165年（乾道元年）、南宋により鼎州は常徳府に昇格した。